# Torneo Descentralizado 2010
Torneo Descentralizado 2010 var den högsta divisionen i Peru för säsongen 2011 och kvalificerade tre lag till Copa Libertadores 2011 och tre lag till Copa Sudamericana 2011. Mästerskapet vanns av Universidad San Martín, som vann i finalen mot León de Huánaúco med totalt 3-2. Säsongen bestod av tre stadier - det första en rak serie med alla lag mötte varandra två gånger vardera (totalt 30 omgångar) och sedan en till där klubbarna delades in i två olika grupper och spelade ytterligare mot varandra inom gruppen två gånger vardera (ytterligare 14 omgångar). Det bästa laget i varje omgång gick vidare till den tredje fasen, finalen. Klubbarna hade även möjlighet till pluspoäng beroende på placeringen i Torneo de Promoción y Reserva (reservlagsserien) som spelades parallellt med mästerskapet. Detta slutade med att Universidad César Vallejo fick två pluspoäng (som seriesegrare) och Universidad San Martín ett pluspoäng (som serietvåa).

## Första omgången
| Nr | Lag                       | S  | V  | O  | F  | GM | IM | MS  | P  |
| -- | ------------------------- | -- | -- | -- | -- | -- | -- | --- | -- |
| 1  | Universidad San Martín    | 30 | 19 | 5  | 6  | 61 | 30 | +31 | 62 |
| 2  | León de Huánuco           | 30 | 17 | 5  | 8  | 55 | 31 | +24 | 56 |
| 3  | Alianza Lima              | 30 | 17 | 5  | 8  | 50 | 31 | +19 | 56 |
| 4  | Universidad César Vallejo | 30 | 16 | 5  | 9  | 48 | 30 | +18 | 53 |
| 5  | Universitario             | 30 | 16 | 5  | 9  | 43 | 22 | +21 | 51 |
| 6  | Aurich                    | 30 | 13 | 9  | 8  | 42 | 31 | +11 | 48 |
| 7  | Sporting Cristal          | 30 | 12 | 8  | 10 | 43 | 42 | +1  | 44 |
| 8  | Sport Huancayo            | 30 | 11 | 5  | 14 | 44 | 48 | −4  | 38 |
| 9  | Inti Gas                  | 30 | 12 | 2  | 16 | 36 | 43 | −7  | 38 |
| 10 | Melgar                    | 30 | 9  | 9  | 12 | 38 | 49 | −11 | 36 |
| 11 | CNI                       | 30 | 10 | 7  | 13 | 39 | 51 | −12 | 33 |
| 12 | Cienciano                 | 30 | 9  | 6  | 15 | 35 | 50 | −15 | 31 |
| 13 | Total Chalaco             | 30 | 9  | 7  | 14 | 32 | 42 | −10 | 32 |
| 14 | Sport Boys                | 30 | 8  | 6  | 16 | 34 | 55 | −21 | 30 |
| 15 | José Gálvez               | 30 | 6  | 10 | 14 | 19 | 39 | −20 | 28 |
| 16 | Alianza Atlético          | 30 | 5  | 9  | 16 | 24 | 47 | −23 | 24 |

## Andra omgången
| Nr | Lag                    | S  | V  | O  | F  | GM | IM | MS  | P  |
| -- | ---------------------- | -- | -- | -- | -- | -- | -- | --- | -- |
| 1  | Universidad San Martín | 44 | 28 | 7  | 9  | 87 | 39 | +48 | 92 |
| 2  | Alianza Lima           | 44 | 22 | 12 | 10 | 70 | 48 | +22 | 78 |
| 3  | Universitario          | 44 | 21 | 11 | 12 | 55 | 31 | +24 | 72 |
| 4  | Sporting Cristal       | 44 | 18 | 10 | 16 | 58 | 54 | +4  | 64 |
| 5  | Inti Gas               | 44 | 17 | 5  | 22 | 63 | 69 | −6  | 56 |
| 6  | CNI                    | 44 | 16 | 8  | 20 | 58 | 71 | −13 | 52 |
| 7  | José Gálvez            | 44 | 10 | 13 | 21 | 31 | 67 | −36 | 43 |
| 8  | Total Chalaco          | 44 | 10 | 12 | 22 | 41 | 63 | −22 | 40 |

| Nr | Lag                       | S  | V  | O  | F  | GM | IM | MS  | P  |
| -- | ------------------------- | -- | -- | -- | -- | -- | -- | --- | -- |
| 1  | León de Huánuco           | 44 | 24 | 9  | 11 | 77 | 44 | +33 | 81 |
| 2  | Universidad César Vallejo | 44 | 19 | 11 | 14 | 64 | 48 | +16 | 70 |
| 3  | Aurich                    | 44 | 19 | 11 | 14 | 62 | 48 | +14 | 68 |
| 4  | Sport Huancayo            | 44 | 17 | 8  | 19 | 64 | 60 | +4  | 59 |
| 5  | Sport Boys                | 44 | 15 | 8  | 21 | 54 | 78 | −24 | 53 |
| 6  | Melgar                    | 44 | 13 | 11 | 20 | 53 | 72 | −19 | 50 |
| 7  | Cienciano                 | 44 | 13 | 10 | 21 | 50 | 69 | −19 | 47 |
| 8  | Alianza Atlético          | 44 | 10 | 14 | 20 | 45 | 71 | −26 | 44 |

## Tredje omgången (final)
|       | 8 december 2010 | León de Huánuco | 1–1 | Universidad San Martín | Estadio Heraclio Tapia, Huánuco |                |
| 13:30 | 13:30           | Zegarra 51′     |     | Alemanno 90+3′         | Publik: 18 090                  | Publik: 18 090 |
| 13:30 | 13:30           |                 |     |                        | Publik: 18 090                  | Publik: 18 090 |
| 13:30 | 13:30           |                 |     |                        | Publik: 18 090                  | Publik: 18 090 |

|       | 12 december | Universidad San Martín  | 2–1 | León de Huánuco | Estadio Monumental, Lima |                |
| 15:30 | 15:30       | P. Garcia 14′ Vitti 25′ |     | Perea 29′ (s)   | Publik: 35 768           | Publik: 35 768 |
| 15:30 | 15:30       |                         |     |                 | Publik: 35 768           | Publik: 35 768 |
| 15:30 | 15:30       |                         |     |                 | Publik: 35 768           | Publik: 35 768 |

## Sammanlagd tabell
| Nr | Lag                       | S  | V  | O  | F  | GM | IM | MS  | P  |
| -- | ------------------------- | -- | -- | -- | -- | -- | -- | --- | -- |
| 1  | Universidad San Martín    | 44 | 28 | 7  | 9  | 87 | 39 | +48 | 92 |
| 2  | Leon de Huánuco           | 44 | 24 | 9  | 11 | 77 | 44 | +33 | 81 |
| 3  | Alianza Lima              | 44 | 22 | 12 | 10 | 70 | 48 | +22 | 78 |
| 4  | Universitario             | 44 | 21 | 11 | 12 | 55 | 31 | +24 | 72 |
| 5  | Universidad César Vallejo | 44 | 19 | 11 | 14 | 64 | 48 | +16 | 70 |
| 6  | Aurich                    | 44 | 19 | 11 | 14 | 62 | 48 | +14 | 68 |
| 7  | Sporting Cristal          | 44 | 18 | 10 | 16 | 58 | 54 | +4  | 64 |
| 8  | Sport Huancayo            | 44 | 17 | 8  | 19 | 64 | 60 | +4  | 59 |
| 9  | Inti Gas                  | 44 | 17 | 5  | 22 | 63 | 69 | −6  | 56 |
| 10 | Sport Boys                | 44 | 15 | 8  | 21 | 54 | 78 | −24 | 53 |
| 11 | CNI                       | 44 | 16 | 8  | 20 | 58 | 71 | −13 | 52 |
| 12 | Melgar                    | 44 | 13 | 11 | 20 | 53 | 72 | −19 | 50 |
| 13 | Cienciano                 | 44 | 13 | 10 | 21 | 50 | 69 | −19 | 47 |
| 14 | Alianza Atlético          | 44 | 10 | 14 | 20 | 45 | 71 | −26 | 44 |
| 15 | José Gálvez               | 44 | 10 | 13 | 21 | 31 | 67 | −36 | 43 |
| 16 | Total Chalaco             | 44 | 10 | 12 | 22 | 41 | 63 | −22 | 40 |

Färgkoder:
     – Kvalificerade för Copa Libertadores 2011.

     – Kvalificerade för Copa Sudamericana 2011.

     – Nedflyttade.

## Torneo de Promoción y Reserva
Endast topp-3 redovisas.
| Nr | Lag                       | S  | V  | O | F | GM | IM | MS  | P  |
| -- | ------------------------- | -- | -- | - | - | -- | -- | --- | -- |
| 1  | Universidad César Vallejo | 30 | 19 | 4 | 7 | 58 | 29 | +29 | 61 |
| 2  | Universidad San Martín    | 30 | 17 | 7 | 6 | 50 | 25 | +25 | 58 |
| 3  | Alianza Lima              | 30 | 17 | 7 | 6 | 71 | 35 | +36 | 58 |

Färgkoder:
     – Två bonuspoäng.

     – Ett bonuspoäng.